# هدر (خوي)
هدر هي قرية في مقاطعة خوي، إيران. يقدر عدد سكانها بـ 129 نسمة بحسب إحصاء 2016.